# Čistírna odpadních vod Karviná
Čistírna odpadních vod Karviná má kapacitu 88 tisíc ekvivalentních obyvatel a denně dokáže zpracovat až 30 tisíc krychlových metrů odpadních vod. Čistírna je vybavená technologií, která plně vyhovuje všem současným legislativním nárokům na účinnost čištění odpadních vod.

## Historie
Původní mechanicko-biologická čistírna odpadních vod v Karviné byla uvedena do provozu v roce 1961. Postupem let přestávala stačit kapacitou a nebyla schopna vyhovět zpřísňujícím se požadavkům na účinnou eliminaci organického znečištění a potřebu odstraňování dusíkatých látek a fosforu. Nemožnost čistit další odpadní vody prakticky limitovala rozvoj města jak z hlediska bytové výstavby, tak ve výrobě a službách.
Koncem 80. let dvacátého století počítaly Ostravsko-karvinské doly s dalším rozmachem těžby uhlí v této oblasti a v roce 1992 začaly stavět koksovnu, jejíž odpadní vody spolu s městskými měla zpracovávat nová čistírna odpadních vod. Předpoklady se však nesplnily, stavba byla zastavena a společnost SmVaK Ostrava musela řešit problematiku kapacity a účinnosti čištění odpadních vod v Karviné.
Došlo k investorskému převzetí rozestavěného díla společností Severomoravské vodovody a kanalizace Ostrava a po úpravě původního projektu se začalo stavět nové moderní zařízení. Stavební práce začaly na podzim roku 1998 a v jarních měsících roku 2001 bylo nové zařízení spuštěno do zkušebního provozu. Na výstavbu bylo vynaloženo 410 miliónů korun.

## Technické údaje
Odpadní vody jsou přiváděny jednotnou kanalizací z jednotlivých částí Karviné. Dále sem směřují odpadní vody z průmyslových podniků.
Čistírna odpadních vod Karviná je mechanicko-biologickým zařízením s nízkozatíženou aktivací, s nitrifikací a předřazenou denitrifikací a se zvýšeným biologickým odstraňováním fosforu.
Primární i přebytečný kal se stabilizuje mezofilním vyhníváním, vyhnilý kal je mechanicky odvodňován. Bioplyn se využívá pro výrobu elektrické energie a tepla.